# جزمية

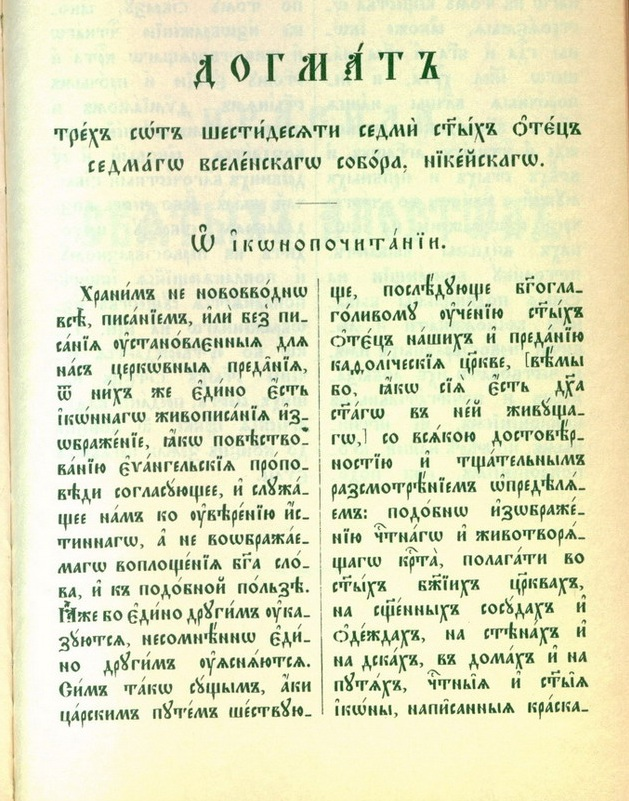

التَّعسفية أو اليقينية أو الجزمية أو العَقَدِيّة أو العقيدة أو الدوغماتية أو القطعية (بالإنجليزية: Dogma) هي حالة من الجمود الفكري، حيث يتعصب فيها الشخص لأفكارهِ الخاصة لدرجة رفضهِ الاطلاع على الأفكار المخالفة، وإن ظهرت لهُ الدلائل التي تثبت لهُ أن أفكارهُ خاطئة، سيحاربها بكل ما أوتي من قوة، ويصارع من أجل إثبات صحة أفكارهِ وآرائهِ، وتعتبر حالة شديدة من التعصب للأفكار والمبادئ والقناعات، لدرجة معاداة كل ما يختلف عنها. وهي تعدّ حالة من التزمّت لفكرة معينة من قبل مجموعة دون قبول النقاش فيها أو الإتيان بأي دليل يناقضها لأجل مناقشته، أو كما هي لدى الإغريق الجمود الفكري. وهي التشدد في الاعتقاد الديني أو المبدأ الأيديولوجي، أو موضوع غير مفتوح للنقاش أو للشك.
يعود أصل الكلمة دوغما إلى اليونانية δόγμα والتي تعني «الرأي» أو «المعتقد الأوحد». تمثل الاستبدادية والمعصومية والدمغية أو اللادحضية (الزعم بأن قولا معينا غير قابل للدحض بتاتا)، والقبول الخانع (من قبل الملتزمين) واللاشكية لب فكرة التَّعسُّفيّة. إن هذه الأفكار تستدعي عادة الانتقاد من قبل المعتدلين والمنفتحين. ولذلك تستخدم كلمة التَّعسُّفيّة غالباً للإشارة إلى عقيدة أو مبدأ لديه مشكلة الزعم ب الحقيقة المطلقة كما أن من سمات التَّعسُّفيّة هي القطع برأي أو معتقد بغض النظر عن الحقائق أو ما يحصل على أرض الواقع، وهو ما يسمى في اللغة العربية ب «التعسف». تستخدم كلمة التَّعسُّفيّة، أيضا، لوصف الرأي غير المدعوم ببراهين.

## التَّعسُّفيّة في الدين
توجد التعسفيات في مختلف الفرق والأديان (على جميع المستويات)، مثل المسيحية واليهودية والإسلام، بحسب آراء بعض علمائها، والتي تلزم أتباعها باعتناق أركان أو مبادئ بشكل تعسفيّ. ومن الممكن توضيح التعسفيات في الأديان وتبيينها أكثر ولكن ليس مناقضتها حيث يعدّ رفض التَّعسُّفيّة «هرطقة» في بعض الأديان.